# Білоруське об'єднання військовиків
Білоруське об'єднання військових (біл. Беларускае згуртаваньне вайскоўцаў, БЗВ) — громадська організація в незалежній Білорусі, що існувала в 1991–2000 рр.
Восени 1989 в Мінську утворилася спілка з трьох випускників Вищого інженерного зенітно-ракетного училища протиповітряної оборони на чолі з Миколайом Статкєвичом. У лютому 1991 році Статкєвич на установчому з'їзді Білоруської соціал-демократичної громади заявив про необхідність створення національного війська, в партії було створено комісія з військових питань. Було налагоджено контакти з білоруськими спілками на загальній території СРСР: в Москві, Приозерську, Твері, Мордовії, Якутії, Борисові та ін.
20 серпня 1991 в одній з аудиторій Білоруського державного університету, на другий день московського путчу, було прийнято рішення про створення організації з метою досягнути незалежності країни. Першим лідером БЗВ 12 жовтня був обраний Миколай Статкєвич. Активно діяючи перші 4 роки після створення, організовувала вуличні акції, надрукувала в державних газетах огляд військової історії Білорусі. 8 вересня 1992 року була проведена масова присяга офіцерів на вірність Білорусі, адже досі вони служили під присягою СРСР.
У 1993 році на День Волі кілька тисяч військових пройшли маршем по головному проспекті Мінську, протестуючи проти перемов Кєбіча з Москвою щодо введення єдиної валюти. Після цього військовим було заборонено займатися громадсько-політичною діяльністю, тим не менш, перемови з Москвою зупинилися.
Після обрання Миколи Статкєвича на кирівника партії «Народна громада» новим лідером БЗВ став Алєсь Станкєвич.
Майже всі активісти об'єднання за міністром оборони генералом П. Козловським були звільнені з війська, крім Віктора Шеймана, якій зробив кар'єру в апараті Лукашенкі.
В кінці 90-х років об'єднання фактично не діяло. 2000 року організація не пройшла перереєстрацію та припиніла діяльність де-юре.